# Xosablatta misella
Xosablatta misella är en kackerlacksart som först beskrevs av Lucas J. Stal 1856.  Xosablatta misella ingår i släktet Xosablatta och familjen småkackerlackor. Inga underarter finns listade i Catalogue of Life.